# Dominion (album, Skillet)
Dominion je jedenácté studiové album americké křesťanské skupiny Skillet. Bylo vydáno 14. ledna 2022 nakladatelstvím Atlantic Records. Album produkovali Kevin Churko, Michael O'Connor a Seth Mosley.

## Pozadí a propagace
Dne 15. září 2021 vydala skupina první skladbu „Surviving the Game“ společně s doprovodným videem. Ve stejný čas bylo oznámeno nové album, jeho podoba, seznam skladeb a datum vydání. Dne 12. listopadu odhalila skupina druhou skladbu „Standing in the Storm“. Dne 10. prosince byla vydána třetí skladba „Refuge“. Týden před vydáním samotného alba, 7. ledna 2022, vyšla poslední propagační písnička „Dominion“.

## Kritické přijetí
Dominion získalo obecně smíšená až pozitivní hodnocení od kritiků. Taylor Markarian z Blabbermouth.net ohodnotil album 6.5 body z 10 a dodal: „Stejně jako je tlak a protitlak mezi utlačujícími a osvobozujícími silami napříč albem, tak se zde nachází jakýsi rozpor mezi sourodými a nesourodými prvky v hudbě i samotné struktuře alba. Ačkoliv samotné skladby jsou poměrně zdařilé, jejich jednotlivé části nejsou tak uspokojivými.“ Jesus Freak Hideout ohodnotil album 4 z 5 bodů s hodnocením „Ve výsledku jsem ohodnotil album čtyřmi hvězdičkami, protože žádná z výtek vysloveně nenarušuje požitek z alba. Cooper a ostatní dodali další album, které zajisté současné fanoušky potěší a možná přivede i některé z dřívějších fanoušků.“ Louder Sound ohodnotili průměrným hodnocením, načež napsali: „S Dominion došlo u Skilletů k úplnému obratu. Ker-ching!“

## Seznam skladeb
| Pořadí         | Název                 | Autor          | Délka |
| -------------- | --------------------- | -------------- | ----- |
| 1.             | Surviving the Game    |                | 3:58  |
| 2.             | Standing in the Storm |                | 4:17  |
| 3.             | Dominion              |                | 3:51  |
| 4.             | Valley of the Death   |                | 4:27  |
| 5.             | Beyond Incredible     |                | 3:31  |
| 6.             | Destiny               |                | 4:02  |
| 7.             | Refuge                |                | 3:28  |
| 8.             | Shout Your Freedom    |                | 3:26  |
| 9.             | Destroyer             |                | 3:42  |
| 10.            | Forever or the End    |                | 3:32  |
| 11.            | Ignite                |                | 3:41  |
| 12.            | White Horse           |                | 3:36  |
| Celková délka: | Celková délka:        | Celková délka: | 45:35 |

## Obsazení
- John Cooper – zpěv, baskytara, akustická kytara
- Korey Cooper – rytmická kytara, klávesy, syntezátory, doprovodné vokály
- Seth Morrison – sólová kytara
- Jen Ledger – bicí, doprovodné a příležitostné hlavní vokály